# Frank Verlinde
Frank Verlinde (Brugge, 26 november 1944 - Gent, 24 mei 2012) was een Belgische politicus. Hij was van 1991 tot 2000 burgemeester van Middelkerke.

## Biografie
Frank Verlinde werkte als apotheker.
Hij nam in 1982 deel aan de gemeenteraadsverkiezingen voor de partij Stem van het Volk. Hij werd verkozen en was er vanaf 1983 schepen. Bij de verkiezingen van 1988 werd hij opnieuw verkozen en werd hij weer schepen. In 1991 overleed gemeentesecretaris André Plyson. Vervolgens diende burgemeester Julien Desseyn zijn ontslag als burgemeester in om terug zijn oude functie als gemeentesecretaris op te nemen. Verlinde volgde hem als burgemeester op. Hij werd herkozen in 1994. Bij de verkiezingen van 2000 leed hij een nederlaag en werd naar de oppositie verwezen. Michel Landuyt (VLD) volgde hem op.
Verlinde overleed op 67-jarige leeftijd in Gent. 